# Беренгар II (король Италии)
Беренга́р II (Беренга́р Ивре́йский; итал. Berengario II di Ivrea; около 900 — 6 июля 966, Бамберг, Германия) — король Италии в 950—964 годах, маркграф Ивреи с 923 или 924 года из Иврейской династии; сын маркграфа Ивреи Адальберта I и Гизелы, дочери императора Беренгара I Фриульского.

## Биография

### Правление
Беренгар II около 930 года женился на племяннице тогдашнего короля Италии Гуго, которая побудила его к заговору против дяди. Но заговор был раскрыт и Беренгар в 941 году был вынужден бежать в Германию просить помощи у короля Восточно-Франкского королевства Оттона I. Но он не мог оказать её, так как был поглощён иными заботами.
Когда безрезультатное пребывание Беренгара в Германии затянулось, он решил вернуться на родину и без помощи Оттона I отстоять свои интересы. В 945 году он набрал небольшое войско в Швабии и переправился с ним через Альпы. Сеньоры и города Верхней Италии примкнули к нему, и Гуго бежал в Прованс, предоставив Италию своему сыну Лотарю, именем которого фактически управлял страной Беренгар.
22 ноября 950 года Лотарь умер (как полагали от яда), и Беренгар был коронован вместе со своим сыном Адальбертом в воскресенье 15 декабря в церкви Святого Михаила в Павии. Эта коронация явилась не более чем признанием фактического соотношения сил. Сам же Беренгар притязал на корону, будучи внуком по материнской линии Беренгара I, короля Италии и последнего из тех, кто после Карла Великого обладал императорской короной. Кроме того, его супруга Вилла Тосканская была племянницей свергнутого короля Гуго. Чтобы укрепить свой престол, Беренгар хотел женить сына на молодой вдове Лотаря Адельгейде, но она этому воспротивилась, за что и подверглась заточению 20 апреля 951 года.
Защитником и впоследствии мужем Адельгейды явился Оттон I, принудивший Беренгара в 952 году в Аугсбурге принять Италию без маркграфства Вероны и территории бывшей Фриульской марки, как немецкий лен. Вскоре, однако, Беренгар взялся за оружие, но был разбит Людольфом, сыном Оттона I, и Ломбардия с Павией были завоеваны немцами. После смерти Людольфа Беренгар снова завладел престолом и стал управлять страной с такой жестокостью, что его подданные и папа Иоанн XII обратились за помощью и защитой к Оттону. Последний в 961 году предпринял поход в Италию и без всякого сопротивления овладел страной. Беренгар, торжественно лишенный королевского достоинства, заперся в горную крепость Сан-Леоне, но, вынужденный голодом, сдался, наконец, в 964 году. Его с женой, как пленных, послали в Бамберг, где он и умер 6 июля 966 года.
Его личным секретарём был Лиутпранд Кремонский.

### Семья
Жена: с 930/931 года — Вилла Тосканская (ок. 910 — после 966), дочь маркграфа Тосканы и графа Арля Бозона I. Дети:
- Адальберт II (932/936—30 апреля 972), король Италии (950—964), граф Аосты
- Гвидо (умер 25 июня 965), маркграф Ивреи (957—962)
- Конрад I (ок. 938—998/1001)[1], маркграф Милана (957—961), маркграф Ивреи (с 965 года), герцог Сполето и Камерино; жена: с ок. 958 года — Ришильда (ум. после 989), дочь маркиза Турина Ардуина II
- Гизела (ум. после 965), монахиня
- Герберга (Гилберга) (ок. 945—986); муж: до августа 961 года — Алерам (ум. в 991), маркграф Лигурии и Пьемонта, сеньор Монферрата с 954 года
- Сюзанна (Розалия) (ок. 945—26 января 1003); 1-й муж: с ок. 968 года — Арнульф II (961/962—30 марта 987), граф Фландрии с 965 года; 2-й муж: с 1 апреля 988 года (разведены в 992 году) — Роберт II Благочестивый (17 марта 972—20 июля 1031), король Франции с 996 года.